# ATP Challenger Ogun
Das ATP Challenger Ogun (offiziell: Ogun Challenger) war ein Tennisturnier, das von 1981 bis 1986 jährlich mit zwei Unterbrechungen im Bundesstaat Ogun, in Nigeria, stattfand. Es gehörte zur ATP Challenger Tour und wurde im Freien auf Hartplatz gespielt. Craig Wittus ist mit einem Titel je in Einzel und Doppel einziger mehrfacher Turniersieger.

## Liste der Sieger

### Einzel
| Jahr | Sieger            | Finalgegner       | Ergebnis          |                   |
| ---- | ----------------- | ----------------- | ----------------- | ----------------- |
| 1986 | Stanislav Birner  | Anthony Lane      | 7:6, 6:4          |                   |
| 1985 | Gianni Ocleppo    | Mark Wooldridge   | 6:4, 6:1          |                   |
| 1984 | nicht ausgetragen | nicht ausgetragen | nicht ausgetragen | nicht ausgetragen |
| 1983 | Larry Stefanki    | Mike Barr         | 5:7, 6:3, 8:6     |                   |
| 1982 | nicht ausgetragen | nicht ausgetragen | nicht ausgetragen | nicht ausgetragen |
| 1981 | Craig Wittus      | Mark Vines        | 2:6, 6:3, 6:0     |                   |

### Doppel
| Jahr | Sieger                       | Finalgegner                         | Ergebnis          |                   |
| ---- | ---------------------------- | ----------------------------------- | ----------------- | ----------------- |
| 1986 | Tony Mmoh Jarek Srnensky     | Jean-Philippe Fleurian Todd Witsken | 6:7, 6:0, 7:5     |                   |
| 1985 | Chris Dunk Charles Strode    | Egan Adams Mark Wooldridge          | 7:5, 2:6, 6:3     |                   |
| 1984 | nicht ausgetragen            | nicht ausgetragen                   | nicht ausgetragen | nicht ausgetragen |
| 1983 | Robin Drysdale Haroon Ismail | Hans-Peter Kandler Gerald Mild      | 4:6, 7:6, 9:7     |                   |
| 1982 | nicht ausgetragen            | nicht ausgetragen                   | nicht ausgetragen | nicht ausgetragen |
| 1981 | Ian Harris Craig Wittus      | Guy Fritz Harry Fritz               | 7:6, 7:6          |                   |